# Dimension eines Moduls
In der kommutativen Algebra, einem Teilgebiet der Mathematik, sind Moduln Verallgemeinerungen von Vektorräumen. Jeder Vektorraum hat eine Basis, die seine Dimension bestimmt; im Gegensatz dazu sind Moduln im Allgemeinen nicht frei und besitzen keine Basis. In der kommutativen Algebra gibt es mehrere Konzepte, die den Dimensionsbegriff von Vektorräumen auf Moduln verallgemeinern.
Dieser Artikel beschäftigt sich mit kommutativer Algebra. Insbesondere sind alle betrachteten Ringe kommutativ und haben ein Einselement. Ringhomomorphismen bilden Einselemente auf Einselemente ab. Für weitere Details siehe Kommutative Algebra.

## Definitionen

### Dimension eines Moduls
Ist {\displaystyle M} ein Modul über einem Ring {\displaystyle R}, so ist seine Dimension definiert als die Krulldimension des Ringes {\displaystyle R} modulo des Annulators von {\displaystyle M}:
{\displaystyle \mathrm {dim} (M):=\mathrm {dim} (R/\mathrm {Ann} (M))}
Die Ähnlichkeit zwischen dem Begriff Dimension eines Moduls und dem Begriff Dimension eines Vektorraumes ist nur sprachlicher Natur: Als Modul hat jeder Vektorraum die Dimension 0, da ein Körper die Krulldimension 0 hat.

### Länge eines Moduls
Ist {\displaystyle M} ein Modul, so ist eine Normalreihe in {\displaystyle M} eine Kette
{\displaystyle M=M_{0}\supsetneq M_{1}\supsetneq \dots \supsetneq M_{n}=0}
Eine Normalreihe heißt Kompositionsreihe, wenn
{\displaystyle M_{i}/M_{i+1}(0\leq i<n)}
ein einfacher Modul ist. ({\displaystyle N} ist ein einfacher Modul, wenn {\displaystyle 0} und {\displaystyle N} die einzigen Untermoduln von {\displaystyle N} sind.)
{\displaystyle M} heißt von endlicher Länge, wenn es eine Schranke für die Längen aller Normalreihen gibt. Das Maximum der Längen heißt die Länge von {\displaystyle M} und wird mit
{\displaystyle \ell (M)}
bezeichnet.
Der Satz von Jordan-Hölder besagt, dass ein Modul, der eine Kompositionsreihe besitzt, eine endliche Länge hat und dass alle Kompositionsreihen gleich lang sind.

### Mü eines Moduls
Ist {\displaystyle M} ein endlich erzeugter {\displaystyle R}-Modul, so wird mit {\displaystyle \mu (M)} die Anzahl der Elemente eines kürzesten Erzeugendensystems von {\displaystyle M} genannt.

## Beispiele

### Vektorräume
Ist {\displaystyle V} ein {\displaystyle n}-dimensionaler Vektorraum, dann ist
- {\displaystyle \mathrm {dim} (V)=0} (seine Dimension als Modul)
- {\displaystyle l(V)=n}
- {\displaystyle \mu (V)=n}

### Reguläre lokale Ringe
Ist {\displaystyle R} ein lokaler Ring mit maximalem Ideal {\displaystyle m}, so ist {\displaystyle R} genau dann regulär, wenn:
{\displaystyle \mu (m)=\mathrm {dim} (R)}
Für alle Ringe gilt:
{\displaystyle \mu (m)\leq \mathrm {dim} (R)}